# Holorusia nirvana
Holorusia nirvana är en tvåvingeart som först beskrevs av Alexander 1961.  Holorusia nirvana ingår i släktet Holorusia och familjen storharkrankar. Inga underarter finns listade i Catalogue of Life.